# گلک (پیرانشهر)
گلک یا گولک روستایی در دهستان منگورغربی بخش مرکزی شهرستان پیرانشهر استان آذربایجان غربی ایران است.

## جمعیت
بر پایه سرشماری عمومی نفوس و مسکن در سال ۱۳۹۵ جمعیت این روستا ۸۶ نفر (۱۲ خانوار) بوده‌است.